# Љубин
Љубин (мкд. Љубин) је насеље у Северној Македонији, у северном делу државе. Љубин припада градској општини Сарај, која обухвата западна предграђа Града Скопља.

## Географија
Љубин је смештен у северном делу Северне Македоније. Од најближег већег града, Скопља, насеље је удаљено 10 km западно.
Насеље Љубин је на југозападу историјске области Скопско поље, која се поклапа са пространом Скопском котлином. Поред насеља протиче Вардар. Југозападно од насеља издиже се Сува гора. Надморска висина насеља је приближно 310 метара.
Месна клима је континентална.

## Становништво
Љубин је према последњем попису из 2002. године имало 2.044 становника.
Претежно становништво у насељу су Албанци (55%).
Већинска вероисповест је ислам.